# 瀧山
瀧山 滝山：たきやま、文化2年（1805年） -明治9年（ 1876年）1月14日は、江戸幕府13代将軍徳川家定・14代家茂時代の将軍付御年寄で、最後の御年寄である。御鉄砲百人組・大岡義方の娘。名は多喜。同じころに大奥勤めをしていたませは姪にあたる。また勝海舟の母・信の従姉妹でもある。

## 生涯
文政元年（1818年）、14歳で大奥に上がる。その後、才覚が認められて家祥付御年寄を経て将軍付御年寄に任じられた。安政期の将軍継嗣問題の際には南紀派（慶福派）に属しており、上臈御年寄・歌橋や13代家定の母・本寿院らと共に一橋派と対立、家定御台所・篤姫周辺らが推す慶喜の将軍就任に反対した。家定は次期将軍に慶福（後の家茂）に決定させ、安政5年7月6日（1858年8月14日）に死去した。
10月24日（11月29日）に家茂とその実母・実成院が本丸大奥に入る。実成院はかなりの派手好きで、毎晩女中らと酒を飲み騒いでいた。瀧山は実成院付の御年寄・藤野に「実成院様には、毎晩の御酒を控えるように」と注意を促したが、実成院はこれを聞き入れることなく騒いでいた。瀧山は実成院に直接「大奥の風紀が乱れるため、毎晩の御酒を控えるように」と厳重注意をした。実成院はこれが気に入らず瀧山の注意を聞き入れることはなく、毎晩飲みながら騒いだという。
慶応2年（1866年）に家茂が亡くなった際、御年寄職を辞したと考えられる。
江戸城開城後は自分に仕えていた侍女仲野の生家である船津家を頼り、現在の埼玉県川口市で過ごす。晩年、船津幸次郎と美祢の夫婦養子を迎えて「瀧山」の苗字を名乗らせ、瀧山家を興した。
1876年（明治9年）1月14日に71歳で死去した。
法名は瀧音院殿響誉松月祐山法尼。墓所は川口市の錫杖寺。
維新後にまとめられた徳川慶喜の回想録『昔夢会筆記』には、当時慶喜が将軍職を引き受けるのを渋っていた理由として、幕府の衰亡の兆しが見えていたことと「大奥の状態をみるに瀧山は実に恐るべきものにて実際老中以上の権力あり、ほとんど改革の手をつくべからず、これを引き受けるのは到底立ち直す事は難しい」と瀧山の存在を挙げている。

## 瀧山家
- 幸次郎（1856年（安政3年）- 1936年（昭和11年）1月19日）
養嗣子。瀧山が川口に隠退した後に妻の美祢と共に瀧山の夫婦養子となり、瀧山家を継いだ。
- 美祢（1863年（文久3年）-1930年（昭和5年）12月21日）
- 染嶋（? - 1875年（明治8年）2月22日）
叔母。旗本大岡義安の娘。大奥に仕え、維新後は瀧山と共に川口に隠退する。墓は錫杖寺の瀧山家墓所にある。
- 仲野（? - 1901年（明治34年）10月5日）
侍女。元の名は船津奈加。幸次郎の母。瀧山が大奥にいた頃より仕えた。実家は川口にあり、瀧山はそれを頼って隠退したという。墓は錫杖寺の瀧山家墓所にある。

## 関連作品
小説
- 続 徳川の夫人たち（朝日文庫　著：吉屋信子）

テレビドラマ
- 日本名作怪談劇場（大奥不開の間）（1979年・12CH　演：岩井友見）
- 大奥（1983年・関西テレビ　演：栗原小巻）
- 影の軍団 IV／幕末編（1985年・関西テレビ　演：奈月ひろ子）
- 天璋院篤姫（1985年・テレビ朝日　演：草笛光子）
- 花の生涯（1988年・テレビ東京　演：川口敦子）
- 徳川慶喜（1998年・NHK大河ドラマ　演：佐々木すみ江）
- 大奥（2003年・フジテレビ　演：浅野ゆう子）
- 篤姫（2008年・NHK大河ドラマ　演：稲森いずみ）
- 大奥 season2 （2023年・NHKドラマ10 演：古川雄大）※男女逆転設定

漫画
- 大奥（よしながふみ）※男女逆転設定
- 大奥怨霊絵巻（小林薫）
- 猫奥（山村東）